# Kanton Melle
Kanton Melle (fr. Canton de Melle) je francouzský kanton v departementu Deux-Sèvres v regionu Poitou-Charentes. Skládá se z 12 obcí.

## Obce kantonu
- Chail
- Maisonnay
- Mazières-sur-Béronne
- Melle
- Paizay-le-Tort
- Pouffonds
- Saint-Génard
- Saint-Léger-de-la-Martinière
- Saint-Martin-lès-Melle
- Saint-Romans-lès-Melle
- Saint-Vincent-la-Châtre
- Sompt